# Tournevis
Le tournevis est un outil de poing utilisé entre autres pour l'insertion et le retrait des vis dans les matériaux. Le tournevis motorisé s'appelle une visseuse, celle-ci est le plus souvent « sans fil ».
De nos jours, le tournevis est conçu pour visser des vis à petite échelle mais détient une multitude de fonctions secondaires dont la principale est peut-être l’ouverture des pots de peinture. Cette fonctionnalité est réservée intégralement au tournevis de type plat. En effet, elle est diffusée au point que certaines compagnies de production de pots de peinture suggèrent sur leur mode d’emploi d’ouvrir le couvercle à l’aide d’un tournevis plat. D’autres fonctions secondaires incluent : le levier multi-usages (pot de confiture), un outil de défense contre un agresseur, un gratte peinture

## Histoire

### Origine
L’invention de la forme prématurée de la vis (ressemblant à une spirale) est estimée à environ 2500 av. J.-C., mais n’avait pas encore acquis d’utilité particulière, vu qu’elle ne faisait office que d’élément décoratif pour armes et bijoux. Bien longtemps après, vers la fin de l’Antiquité (autour du Ve siècle), certains filetages furent distinguables sur des bouts cylindriques de matière[pas clair], pourtant toujours pas voués à la fixation ou la transmission de mouvement (fonctions principales de la vis de nos jours). Bien que l’origine géographique précise de la vis contemporaine demeure inconnue, certains auteurs suggèrent l’espace du Proche-Orient, plus précisément en Assyrie, où elle fut principalement utilisée afin d’irriguer les jardins suspendus de Babylone. Les premiers traités « scientifiques » de la vis sont attribués à Archimède IIIe siècle av. J.-C. lors de l’invention de ce qui est connu de nos jours comme « la vis d’Archimède », un système utilisant le principe de la vis sans fin essentiellement dans le but de pomper un liquide à partir d’une position plus élevée que sa surface. Il permit ainsi à des milliers de paysans Égyptiens d’irriguer leur jardin avec l’eau du Nil sans qu’ils doivent la transporter eux-mêmes.

### Évolution et controverses
Peu après Archimède, au cours du Ier siècle apr. J.-C., le concept fut repris par Héron d'Alexandrie, dans la conception d’une machine qu’il nomma « l’élévateur ». Ce dispositif permettrait de soulever des poids considérables en faisant usage de la propriété autobloquante de la vis sans fin ainsi que d’un système de poulies afin de réduire l’effet des forces externes.
De plus, puisque les Romains et les Grecs ont longuement cohabité en Sicile à cette époque, il est connu qu’ils utilisaient le principe du filetage de vis de différentes manières : notamment comme vis élévatoires, appareils médicaux mais surtout comme presses à vin et à huile. Cependant, après la chute de l’Empire romain (476), jusqu’à l’invention de l’imprimerie par Gutenberg (vers 1450), la vis connut un long millénaire de stagnation. La technique fut jugée simpliste et fut ainsi oubliée.
Plus tard, au XIXe siècle, l’évolution de la vis fit un grand pas en avant lors de la controverse entre les filetages Whitworth et Sellers, un événement qui entraîna notamment un mouvement de normalisation. L’origine de cette nécessité de normaliser les pièces vient de la demande faite par différentes compagnies industrielles aux États-Unis de fixer les diamètres des boulons et des écrous. En effet, le système prévaut en ce temps-là était celui de Sir Joseph Whitworth (issu de la pratique anglaise), mais l’usage de celui-ci était peu uniforme pour diverses raisons (ex. empêcher la réparation d’une machine par un tiers et donc limiter les profits). Cependant, l'incompatibilité des différents systèmes locaux créa une anarchie qui suscita le mouvement de normalisation dans le pays. Finalement, à la suite de divers problèmes administratifs, William Sellers proposa un nouveau système qui fut face au système Whitworth (qui était très répandu en Angleterre grâce au travail acharné du mécanicien dans la création de tables normalisées). Sellers attaqua notamment la technique Whitworth au niveau du filetage : celui-ci était cher, compliqué et difficile à produire avec une précision constante — l’angle du filetage de 60°  introduit par Sellers est encore utilisé aujourd’hui. Sellers créa de nouvelles tables avec des formules simples à utiliser, et suscita l’intérêt de William Bement, président du comité de l’Institut Franklin, qui apprécia la facilité de production du filetage Sellers et marqua un point pour celui-ci. De manière similaire, cet avantage de production fut remarqué par le Bureau d’ingénierie à vapeur de la Marine américaine. En conclusion, cette simplification de la production fut le moteur du succès de l’implémentation du filetage Sellers (particulièrement grâce à son pouvoir d’uniformisation tant souhaité par les industriels américains) et l’élimination du filetage Whitworth aux États-Unis.

## Composition
Cet outil est formé d'une tige, généralement métallique, munie d'un manche et dont l'extrémité s'adapte à la tête d'une vis. La tige est souvent de section ronde, elle peut être de section carrée et peut alors recevoir une clé plate pour aider au serrage ou desserrage.
Il existe plusieurs types de tournevis adaptés aux différents types de vis : à tête fendue, cruciforme Phillips, cruciforme Pozidriv, Torx, Tri-Wing, carrée, etc.
La poignée (ou manche), autrefois en bois, est aujourd'hui principalement en matériau synthétique (parfois isolant) et possède une forme plus ou moins ergonomique.

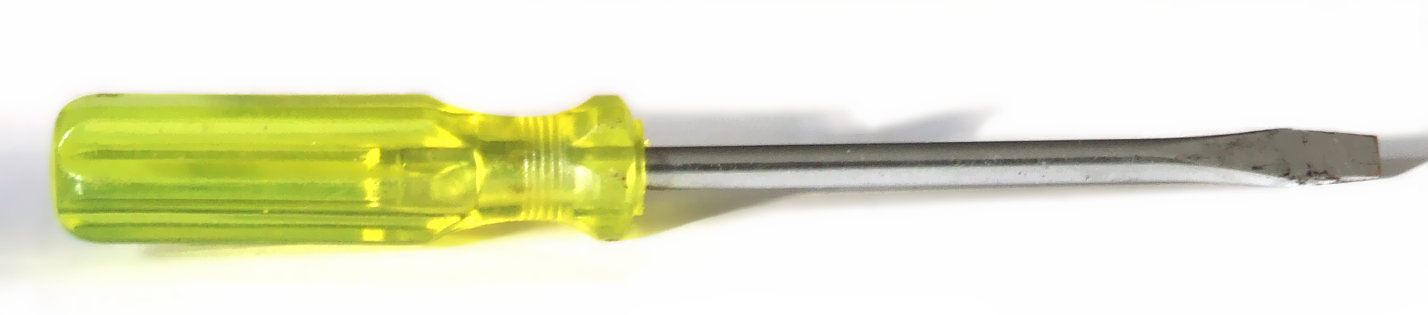
Tournevis basique à bout plat, pour les vis à tête fendue.
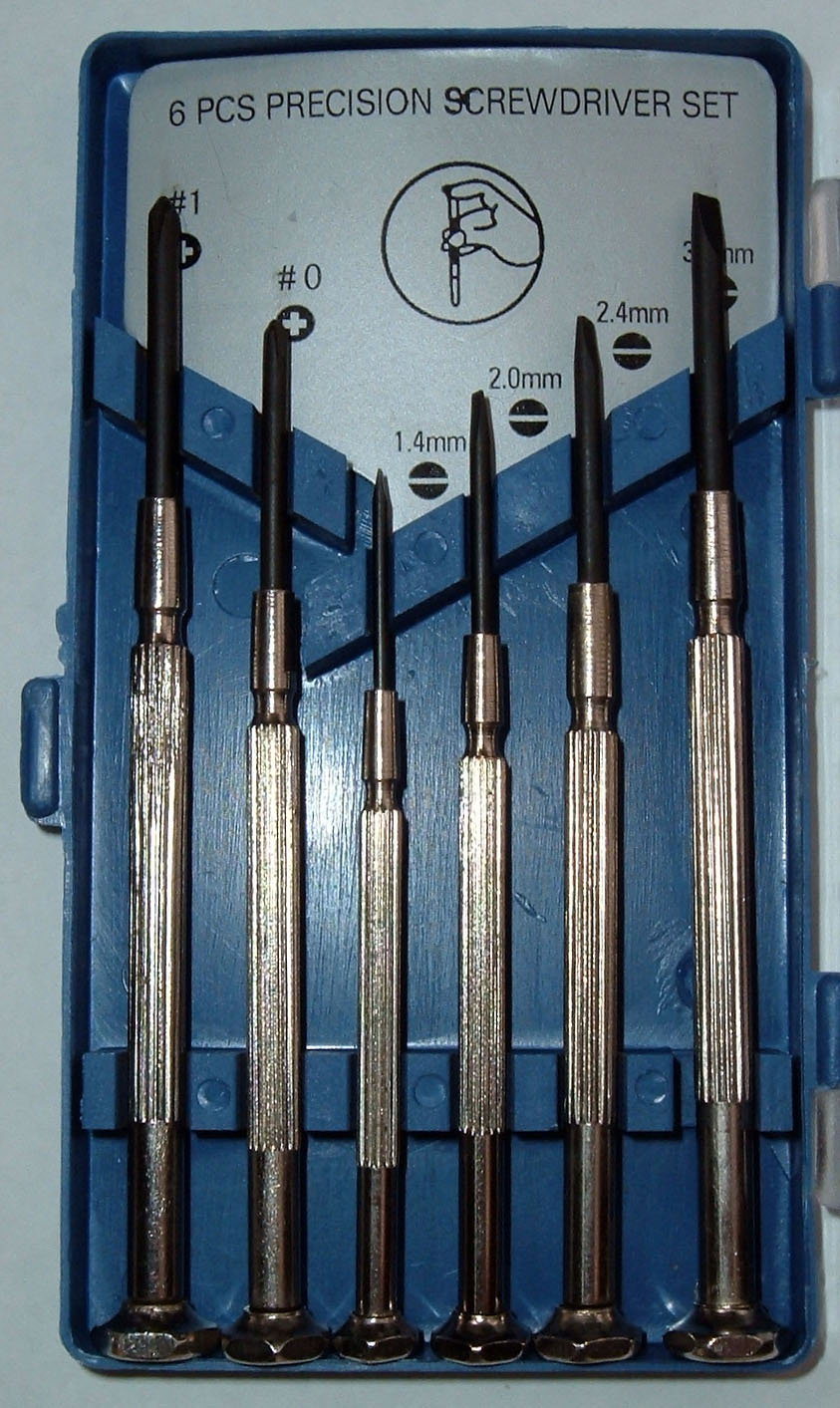
Tournevis de précision. La virole en haut du manche permet d'appuyer du creux de la main pendant que deux doigts contrôlent la rotation.
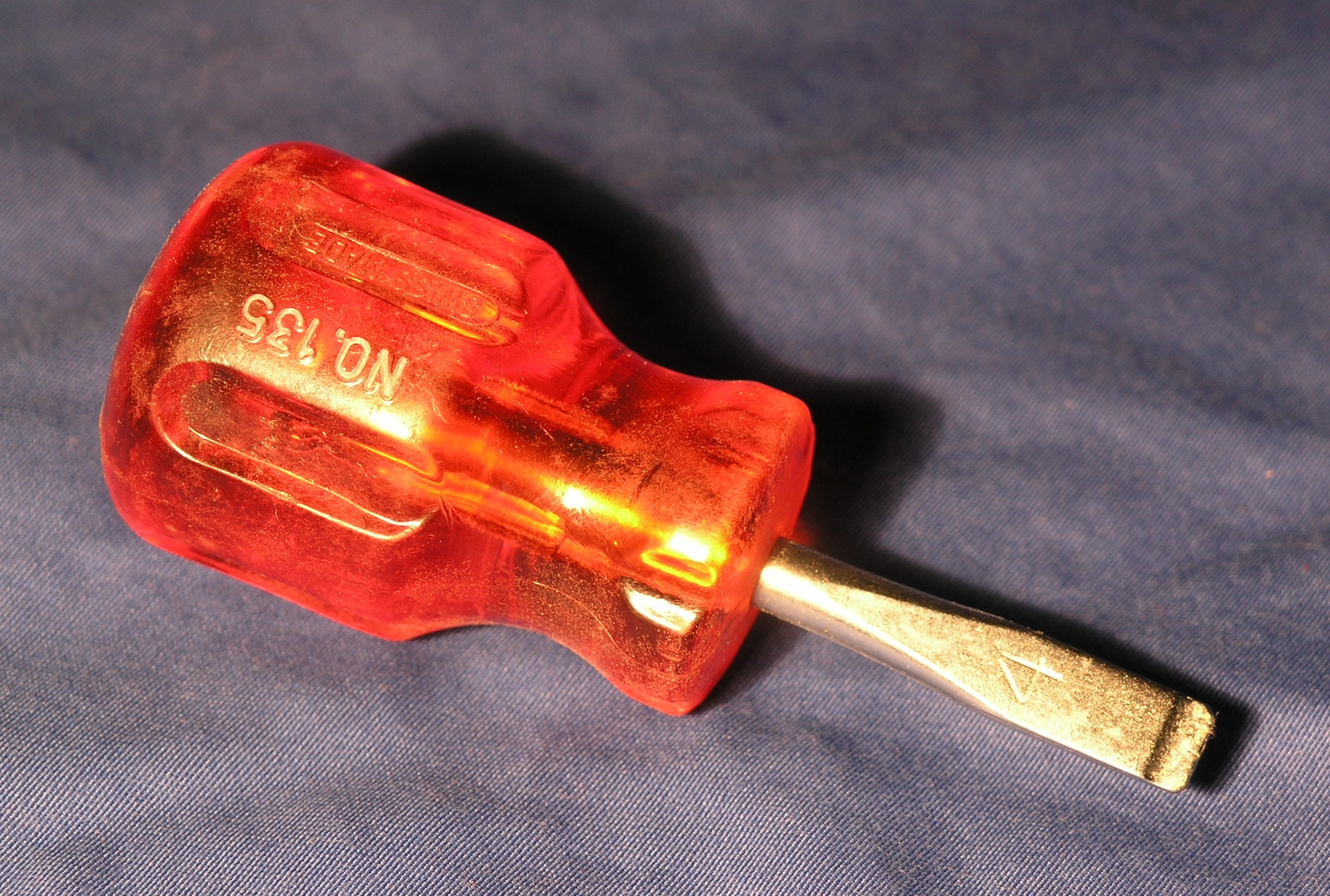
Tournevis à manche court (dit « tournevis boule » ou « tom-pouce »), particulièrement adapté pour les accès réduits.
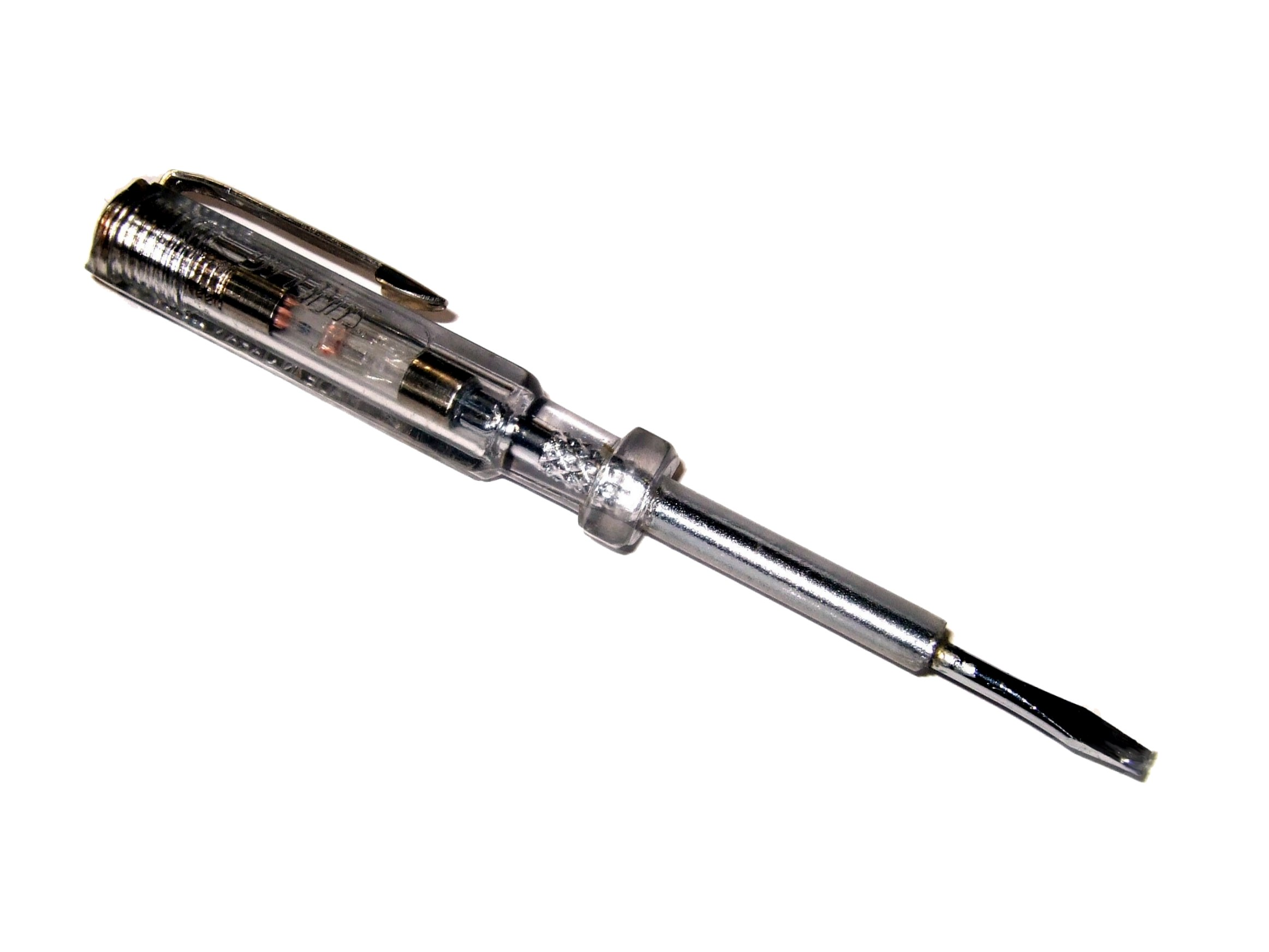
Tournevis testeur de tension. La tige est presque entièrement isolée.

## Usages

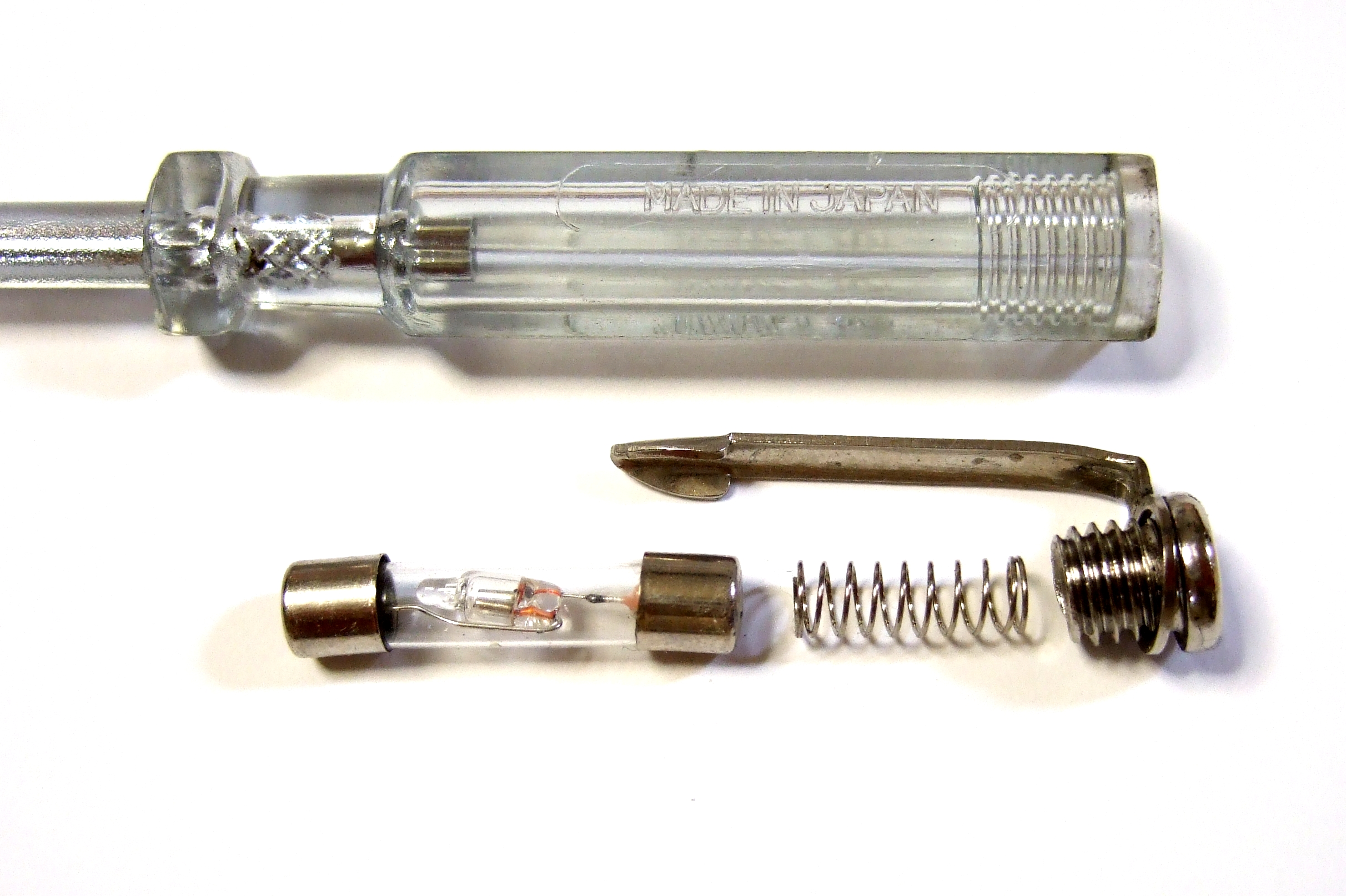
Détail de l'intérieur d'un tournevis testeur.

Le tournevis est un outil très largement répandu, depuis le mécanicien ou l'ébéniste jusqu'au chirurgien. Il en existe de multiples versions spécialement adaptées à des usages précis.
- Le tournevis dynamométrique est la version ultime de l'outil. Il permet le contrôle du couple de serrage, avec une excellente répétabilité. Il est utilisé en particulier sur les chaînes de montage.
- Le tournevis testeur, qui inclut une lampe témoin lui permettant de détecter la présence de tension entre 100  et   500 volts sur un point de circuit d'une installation. Il est également destiné au serrage des vis de connexion des câbles. Puisqu'il existe d'autres appareils plus sûr et homologués (VAT), ils sont à proscrire depuis la norme NF C18-510.
- Le tournevis à frapper est un outil au corps massif dont l’intérieur est composé d'un mécanisme simple et robuste qui transforme un mouvement linéaire (celui du coup de marteau) en un mouvement de rotation. Cet outil permet le desserrage d'une vis bloquée, ou à l'inverse un serrage puissant.

## Couples de serrage
Il est possible de casser une vis en la serrant. Le couple de serrage ne doit pas excéder une valeur recommandée. Seul l'usage d'un tournevis dynamométrique permet de contrôler la manœuvre.
Le tableau ci-dessous donne les valeurs usuelles, pour des vis de boulonnerie, avec filet au pas métrique.
| Ø nominal (mm) | Pas (mm) | Qualité 5-6 | Qualité 8-8 | Qualité 12-9 |
| -------------- | -------- | ----------- | ----------- | ------------ |
| 1,6            | 0,35     | 7,5         | 16          | 27,5         |
| 2              | 0,4      | 15,9        | 33,9        | 58,2         |
| 2,5            | 0,45     | 33          | 70,5        | 121          |
| 3              | 0,5      | 57          | 121         | 209          |
| 4              | 0,7      | 130         | 278         | 479          |
| 5              | 0,8      | 259         | 550         | 950          |
| 6              | 1        | 449         | 950         | 1 640        |